# Christian Tuxen Falbe
Christian Tuxen Falbe (1792-1849) va ser un agent naval, arqueòleg, explorador, cartògraf i diplomàtic danès.
Falbe va néixer a Helsingør. El 1807 esdevingué lloctinent segon, el 1815 lloctinent i el 1820 lloctinent-capità. Fou cònsol de Dinamarca al Beilicat de Tunis entre 1821 i 1831. El 1833 va ser reubicat a Grècia. Entre 1837-38, va emprendre un viatge a la província de Constantina (Algèria) i a Tunis. El 1838, va participar en una expedició científica per estudiar les ruïnes de Cartago. Va ser el primer en fer una prospecció arqueològica al jaciment de Cartago i el primer en concebre un mapa modern de Tunis. El 1841 va dimitir com a comandant de vaixell en cap. El 1842 va servir al Reial Gabinet Verd al Palau de Rosenborg.

## Obres
- Recherches sur l'emplacement de Carthage (planches), Paris, Imprimé par autorisation du roi à l'Imprimerie Royale, Paris, Service historique de la Défense, Archives du département de la Marine, 1833.
- Description du plan de Tunis et de Carthage, Copenhague, Service historique de la Défense, Département de l'armée de terre, 1-M 1675. Asie et Afrique, Mémoires et reconnaissance/inventaire/série 1M tome II. F 141-166, 1832.